# La vita che ti aspetti
La vita che ti aspetti (La vida que te espera) è un film del 2004 diretto da Manuel Gutiérrez Aragón.